# シャケー・ヴァルテニシアン
シャケー・ヴァルテニシアン（Shakeh Vartenissian, 1924年9月15日 - 2003年6月27日）は、トルコ出身（アルメニア系）のソプラノ歌手。
アレクサンドレッタ出身。1959年にヴェルディ『レクイエム』全曲盤（トゥリオ・セラフィン指揮）のレコーディングに参加した。
ノースバーゲンにて没。